# Liste der Bodendenkmäler in Vorbach
Auf dieser Seite sind die Bodendenkmäler in der Oberpfälzer Gemeinde Vorbach zusammengestellt. Diese Tabelle ist eine Teilliste der Liste der Bodendenkmäler in Bayern. Grundlage ist die Bayerische Denkmalliste, die auf Basis des Bayerischen Denkmalschutzgesetzes vom 1. Oktober 1973 erstmals erstellt wurde und seither durch das Bayerische Landesamt für Denkmalpflege geführt wird. Die folgenden Angaben ersetzen nicht die rechtsverbindliche Auskunft der Denkmalschutzbehörde.

## Bodendenkmäler der Gemeinde Vorbach

### Bodendenkmäler in der Gemarkung Höflas
| Lage              | Objekt                                                                           | Akten-Nr.     | Bild |
| ----------------- | -------------------------------------------------------------------------------- | ------------- | ---- |
| Höflas (Standort) | Archäologische Befunde und Funde im Bereich des ehemaligen Schlosses von Höflas. | D-3-6136-0025 |      |

### Bodendenkmäler in der Gemarkung Oberbibrach
| Lage                   | Objekt | Akten-Nr.     | Bild |
| ---------------------- | --- | ------------- | ---- |
| Oberbibrach (Standort) | Mittelalterlicher Turmhügel, Sitz der Herren von Oberbibrach, archäologische Befunde und Funde im Umfeld der Kirche St. Johannes Evangelist, zuvor wohl Burgkapelle. Siehe auch: Burg Oberbibrach, St. Johannes Evangelist (Oberbibrach) | D-3-6136-0001 |      |

### Bodendenkmäler in der Gemarkung Vorbach
| Lage               | Objekt | Akten-Nr.     | Bild |
| ------------------ | --- | ------------- | ---- |
| Vorbach (Standort) | Untertägige Befunde des abgebrochenen Schlosses von Vorbach, zuvor spätmittelalterlicher Adelssitz. Siehe auch: Schloss Vorbach                                                         | D-3-6136-0011 |      |
| Vorbach (Standort) | Archäologische Befunde und Funde im Bereich der Katholischen Kirche St. Anna in Vorbach, darunter die Spuren von Vorgängerbauten bzw. älteren Bauphasen. Siehe auch: St. Anna (Vorbach) | D-3-6136-0012 |      |
| Vorbach (Standort) | Wüstung Flettersmühle. | D-3-6136-0015 |      |